# Bad Day for the Cut
Bad Day for the Cut es una película británica de suspenso estrenada en 2017, dirigida por Chris Baugh y protagonizada por Nigel O'Neill, Susan Lynch, Józef Pawlowski y Anna Próchniak.

## Sinopsis
Un granjero irlandés que llevaba una vida tranquila junto a su anciana madre se ve envuelto en una historia de venganza y muerte tras el extraño asesinato de su querida madre.

## Recepción
Bad Day for the Cut ha recibido críticas generalmente positivas. En el sitio de internet Rotten Tomatoes, la película tiene un rating aprobatorio perfecto del 100%, con un índice de aprobación de 7.7 sobre 10, basado en 8 reseñas. Dennis Harvey de Variety afirma que la película "se las arregla para desarrollar su propio sabor distintivo mientras se ajusta perfectamente a la tradición general de las imágenes de gángsters de los últimos tiempos del Reino Unido, con su humor triste, personajes coloridos y violencia realmente desagradable".

## Reparto
- Nigel O'Neill - Donal
- Susan Lynch - Frankie Pierce
- Józef Pawlowski - Bartosz
- Stuart Graham - Trevor Ballantine
- David Pearse - Gavigan
- Anna Próchniak - Kaja
- Stella McCusker - Florence